# فهرست شهرستان‌های استان مرکزی

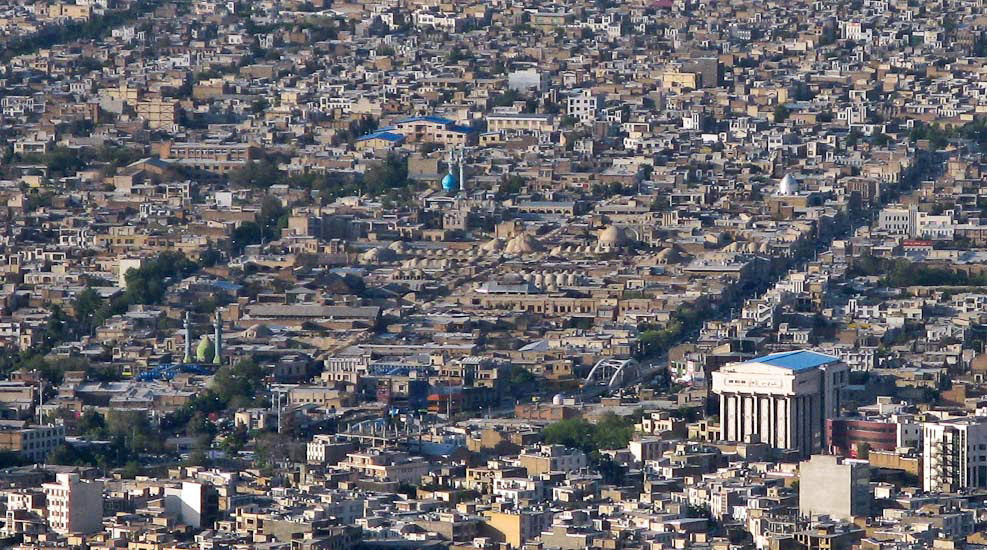
شهرستان اراک، پرجمعیت ترین شهرستان استان مرکزی

فهرست شهرستان‌های استان مرکزی بر پایه جمعیت در سال ۱۳۹۵.

نقشه استان مرکزی

## شهرستان‌ها
| ردیف | شهرستان | مرکز    | تاریخ تاسیس | جمعیت سال ۱۳۹۵ |
| ---- | ------- | ------- | ----------- | -------------- |
| ۱    | اراک    | اراک    | ۱۳۱۶        | ۵۹۱٬۷۳۷        |
| ۲    | ساوه    | ساوه    | ۱۳۱۶        | ۲۸۳٬۵۳۸        |
| ۳    | شازند   | شازند   | ۱۳۵۹        | ۱۱۷٫۵۷۱        |
| ۴    | خمین    | خمین    | ۱۳۳۷        | ۱۰۵٫۰۱۷        |
| ۵    | زرندیه  | مأمونیه | ۱۳۸۱        | ۶۳٬۹۰۷         |
| ۶    | محلات   | محلات   | ۱۳۲۵        | ۵۵٬۳۴۲         |
| ۷    | خنداب   | خنداب   | ۱۳۸۶        | ۵۴٬۰۱۸         |
| ۸    | دلیجان  | دلیجان  | ۱۳۵۸        | ۵۱٬۶۲۱         |
| ۹    | کمیجان  | کمیجان  | ۱۳۸۱        | ۳۶٬۴۴۱         |
| ۱۰   | فراهان  | فرمهین  | ۱۳۸۸        | ۲۸٬۹۹۴         |
| ۱۱   | تفرش    | تفرش    | ۱۳۳۶        | ۲۴٬۹۱۳         |
| ۱۲   | آشتیان‎  | آشتیان‎  | ۱۳۵۶        | ۱۶٬۳۵۷         |